# Ryszard Mikosz
Ryszard Mikosz (ur. 2 października 1952 w Sowczycach) – polski prawnik, sędzia administracyjny, profesor nauk prawnych, profesor zwyczajny Uniwersytetu Śląskiego w Katowicach. Specjalista w zakresie prawa ochrony środowiska, prawa rzeczowego i prawa sądownictwa administracyjnego.

## Życiorys
W 1973 ukończył studia na Wydziale Prawa i Administracji Uniwersytetu Śląskiego w Katowicach. W 1980 na podstawie rozprawy pt. Ograniczenia własności wynikające z prawa górniczego uzyskał na macierzystym Wydziale stopień naukowy doktora nauk prawnych w zakresie prawa, a w 1992 nadano mu tam na podstawie dorobku naukowego oraz dysertacji pt. Prewencyjna ochrona praw rzeczowych stopień doktora habilitowanego nauk prawnych w zakresie prawa, specjalność: prawo cywilne. W 1995 objął stanowisko profesora nadzwyczajnego w swej Alma Mater, w 2008 roku Prezydent Polski dr hab. Lech Kaczyński nadał prawnikowi tytuł naukowy profesora nauk prawnych. W 2011 r. powołany na stanowisko profesora zwyczajnego katowickiej uczelni.
W latach 1990–1993 pełnił funkcję doradcy Prezesa Wyższego Urzędu Górniczego. Był członkiem Komisji do Spraw Reformy Prawa Geologicznego i Górniczego. W latach 1993–2013 był Sędzią Naczelnego Sądu Administracyjnego. W latach 2001–2003 był Prezesem Ośrodka Zamiejscowego Naczelnego Sądu Administracyjnego w Katowicach z siedzibą w Gliwicach, a w latach 2004–2013 Prezesem Wojewódzkiego Sądu Administracyjnego w Gliwicach. W 2013 przeszedł w stan spoczynku.
W 2014 otrzymał Medal „Zasłużony dla Wymiaru Sprawiedliwości – Bene Merentibus Iustitiae”.

## Członkostwo w organizacjach
Jest członkiem Association of European Administrative Judges.

## Wybrane publikacje
- Prawa do przedmiotów materialnych niebędących rzeczami, [w:] System prawa prywatnego t. 4. Prawo rzeczowe, pod red. Edwarda Gniewka, Warszawa 2005, s. 661-706.
- Odpowiedzialność za szkody wyrządzone ruchem zakładu górniczego, Wolters Kluwer, Warszawa 2006.
- Granice przestrzenne nieruchomości gruntowych, [w:] System prawa prywatnego, Prawo rzeczowe t. 3, 2 wydanie pod red. Tomasza Dybowskiego, 2 wydanie, Warszawa 2007, ss. 286-300
- Prawa do przedmiotów materialnych niebędących rzeczami, [w:] System prawa prywatnego Prawo rzeczowe t. 4, 2 wydanie pod red. Edwarda Gniewka, Warszawa 2007, s. 899-944
- Pisma stron w postępowaniu przed sądami administracyjnymi, Warszawa 2008 (współautorzy: Gabriel Radecki, Łukasz Strzępek)
- Leksykon opłat i kar pieniężnych związanych z korzystaniem ze środowiska, Wrocław 2010 (współautor: Gabriel Radecki),
- Granice przestrzenne nieruchomości gruntowych, [w:] System Prawa Prywatnego, t. 3, Warszawa 2013, ss. 362-377
- Prawa do przedmiotów materialnych niebędących rzeczami, [w:] System Prawa Prywatnego, t. 3, Warszawa 2013, ss. 443-502
- Access to justice in environmental matters in Poland, [w:] V. Tomoszková et al., Implementation and Enforcement of EU Environmental Law in Visegrad Countries, Olomouc 2014, ss. 286-296[2]